# Gregorius VII van Constantinopel

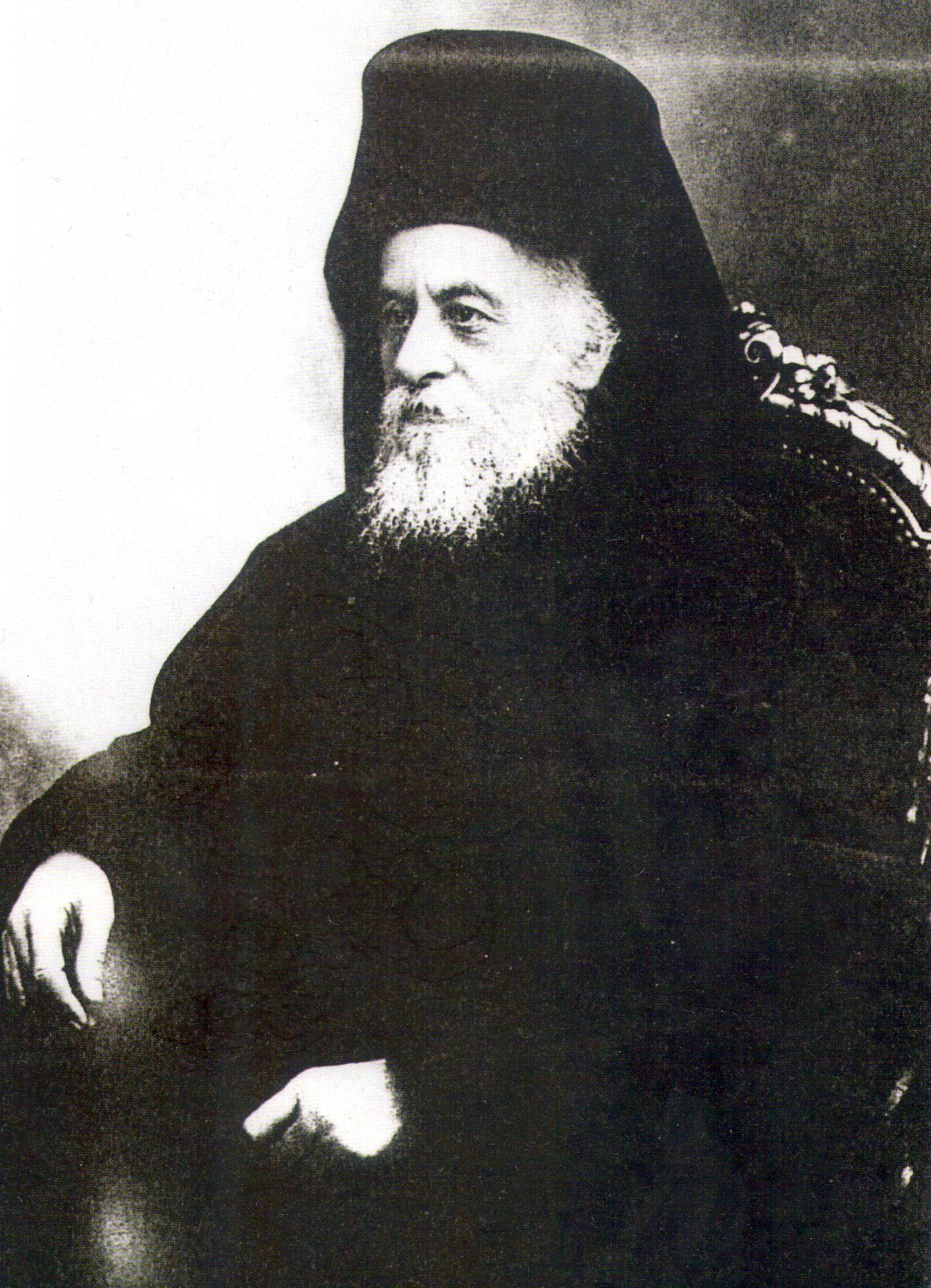
Foto met o.a. Gregorius VII (derde van links)

Gregorius VII (Grieks: Γρηγόριος Ζ') (Sifnos, 1855 - Constantinopel, 1924) was van 6 december 1923 tot 17 november 1924 patriarch van Constantinopel.
Patriarch Gregorius VII werd in 1855 geboren op de Griekse eilandengroep de Cycladen als Zervudakis of Papadostavrianos. Hij werd tot patriarch van Constantinopel verkozen in 1923, maar hij stierf al één jaar later vrij onverwacht aan een hartaanval. Tijdens zijn korte ambtsperiode werd van de juliaanse kalender op de gregoriaanse kalender overgeschakeld.